# Abolhassan Bani Sadr

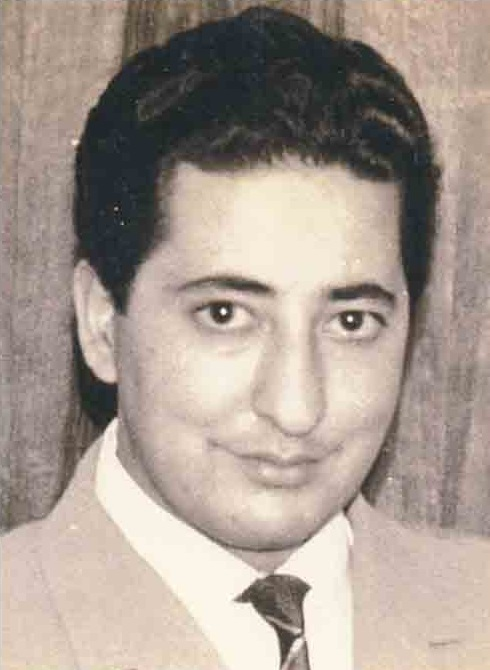
Abolhassan Bani Sadr (1958)

Abolhassan Bani Sadr (Perzisch: ابوالحسن بنی‌صدر) (Hamadan, 22 mei 1933 – Parijs, 9 oktober 2021) was een Iraans politicus die in 1980 tot eerste president van Iran, toen net een islamitische republiek, werd gekozen.

## Levensloop

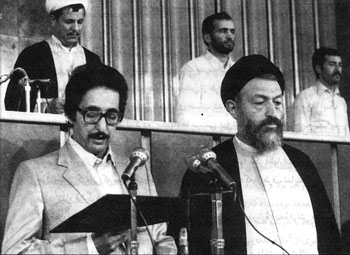
Bani Sadr tijdens zijn inauguratie als president in 1980

Bani Sadr nam begin jaren 60 deel aan diverse studentendemonstraties tegen het bewind van sjah Mohammed Reza Pahlavi. Hij werd tweemaal gevangengenomen en raakte in 1963 bij een mislukte opstand gewond. Hij ontvluchtte het land naar Frankrijk waar hij zich aansloot bij de Iraanse verzetsbeweging onder leiding van ayatollah Khomeini. Toen de Iraanse Revolutie in december 1978 in Iran uitbrak keerden hij en Khomeini op 1 februari 1979 in het land terug. Hij werd al snel benoemd tot viceminister van Financiën en Economie en de facto ook als minister van Buitenlandse Zaken. Later in het jaar werd hij minister van Financiën tot hij in het voorjaar van 1980 uit tien kandidaten tot president werd verkozen.
Bani Sadr was geen islamitische geestelijke; Khomeini had erop gestaan dat geestelijken geen wereldlijke regeringsmacht zouden nastreven. In augustus en september 1980 overleefde hij twee helikopterongelukken bij de Iraans-Iraakse grens waar net de Irak-Iranoorlog was uitgebroken. Over de regie van de oorlogsvoering kwam Bani Sadr in conflict met Khomeini. Omdat de laatste Bani Sadr zwak leiderschap verweet trok Khomeini het opperbevel op 10 juni 1981 geheel naar zich toe.
Op 21 juni 1981 werd Bani Sadr als president door de Majlis van Iran afgezet. Als reden werd gezien het optreden van Bani Sadr tegen de aan macht winnende geestelijkheid, in het bijzonder tegen ayatollah Mohammad Beheshti, het hoofd van de rechterlijke macht in het land. Ook zou Khomeini persoonlijk de afzetting verordonneerd hebben; hij zag in Bani Sadr een opponent van zijn fundamentalistische koers. Bani Sadr werd tot volksvijand verklaard.
Direct na de afzetting viel de Islamitische Revolutionaire Garde de presidentiële vertrekken binnen en arresteerde er journalisten die voor een krant werkten die nauwe banden onderhield met Bani Sadr. In de daaropvolgende dagen werden diverse politieke vrienden van Bani Sadr geëxecuteerd.
Na de val van Bani Sadr veranderde de staatsstructuur van Iran grondig. Van een islamitische autoritaire democratie veranderde het land in een theocratie; de Islamitische Revolutionaire Raad, het hoogste wereldlijke wetgevende en uitvoerende orgaan, werd onderhorig aan de Raad van Hoeders, een college van mollahs, die als vertegenwoordiger van de soevereiniteit van God, elk regeringsbesluit toetsen aan de Koran en de sharia.
Als er al was geprobeerd ook Bani Sadr te doden was dat tevergeefs: Bani Sadr lukte het het land opnieuw naar Frankrijk te ontvluchten. Met hem ontkwam Massoud Rajavi, de leider van de Mujaheddin Khalq, de Iraanse marxistische verzetsbeweging annex terreurgroepering die zich de opvolger beschouwde van de proletarische maar islamitische Iraanse Revolutie.
Bani Sadr woonde in Frankrijk alwaar hij zich bezighield met publiceren. Hij overleed in oktober 2021 op 88-jarige leeftijd in een ziekenhuis in Parijs na langere tijd ziek te zijn geweest.